# Палисма
Палисма́ — село в Лакском районе Дагестана. Входит в сельское поселение сельсовет Камахальский.

## Географическое положение
Село расположено на реке Чивернех (бассейн реки Каракойсу), в 10 км к северо-западу от районного центра — села Кумух.

## Население
| 1869 | 1888 | 1895 | 1926 | 1939 | 1970 | 1989 |
| ---- | ---- | ---- | ---- | ---- | ---- | ---- |
| 233  | ↗294 | ↗299 | ↘211 | ↘209 | ↘96  | ↘8   |
| 2002 | 2010 | 2021 |      |      |      |      |
| ↗11  | ↗13  | ↗15  |      |      |      |      |